# Spilococcus halli
Spilococcus halli är en insektsart som först beskrevs av Mckenzie och Williams 1965.  Spilococcus halli ingår i släktet Spilococcus och familjen ullsköldlöss. Inga underarter finns listade i Catalogue of Life.